# Mayumi Azuma
Mayumi Azuma (東 まゆみ?, Azuma Mayumi; 24 aprile 1975) è una fumettista giapponese.
La sua opera più conosciuta è Elemental Gerad, che è stata adattata anche come anime in 26 episodi. Fu assistente di Kozue Amano, autrice di Aria.

## Opere

### Manga
- Night Walker! (ナイトウォーカー!?, Naito Ōkā!) (1995-1996)
- Star Ocean: The Second Story (スターオーシャン セカンドストーリー?, Sutā ōshan sekando sutōrī) (1998-2001)
- Get! (GET!?) (1999)
- Vampire Savior: Tamashii no mayoigo (ヴァンパイア セイヴァー ～魂の迷い子～?, Vanpaia Seivā ~Tamashī no mayoigo~) (1996-2001)
- Star Ocean: The Second Story (スターオーシャン セカンドストーリー?, Sutā Ōshan Sekando Sutōrī) (1999-2001)
- Elemental Gerad (エレメンタルジェレイド?, Erementaru Jereido)  (2002-2010[2])
- Elemental Gerad: Flag of Blue Sky (エレメンタルジェレイド蒼空の戦旗?, Erementaru Jereido sōkū no senki) (2003-in pausa[3][4][5])
- Toraneko Folklore (らねこフォークロア?, Toraneko fōkuroa) (2010)
- Space Battleship Yamato 2199: Ace with Scarlet Eyes (宇宙戦艦ヤマト2199 緋眼のエース?, Uchuu Senkan Yamato 2199: Higan no Ace) (2013 - in corso)
- Amadeus Code (アマデウスコード?, Amadeusu Cōdo) (2015)

### Videogiochi
- Star Ocean: Blue Sphere (2001), character design